# Złotokretowate
Złotokretowate (Chrysochloridae) – rodzina małych, afrykańskich ssaków z rzędu afrosorkowców, do niedawna zaliczana do owadożernych. Prowadzą tryb życia podobny do kretowatych i kretoworowatych, ryjąc podziemne korytarze. Rodzina obejmuje: 2 podrodziny, 10 rodzajów i 21 gatunków, mogą istnieć gatunki kryptyczne. W zapisie kopalnym są znane z pokładów miocenu. Wykształciły szereg przystosowań do podziemnego trybu życia, jak: dobrze zbudowana głowa i przednie kończyny, zanik oczu, powiększenie młoteczka. Pomimo ślepoty ich ciało porasta połyskujące futro, któremu zawdzięczają nazwę. Żywią się bezkręgowcami, polują nocą. Rozmnażanie poznano słabo. Nie mają istotnego znaczenia w kulturze ani gospodarce człowieka. Większości gatunków zagraża wyginięcie, z czego jeden jest krytycznie zagrożony.

## Budowa

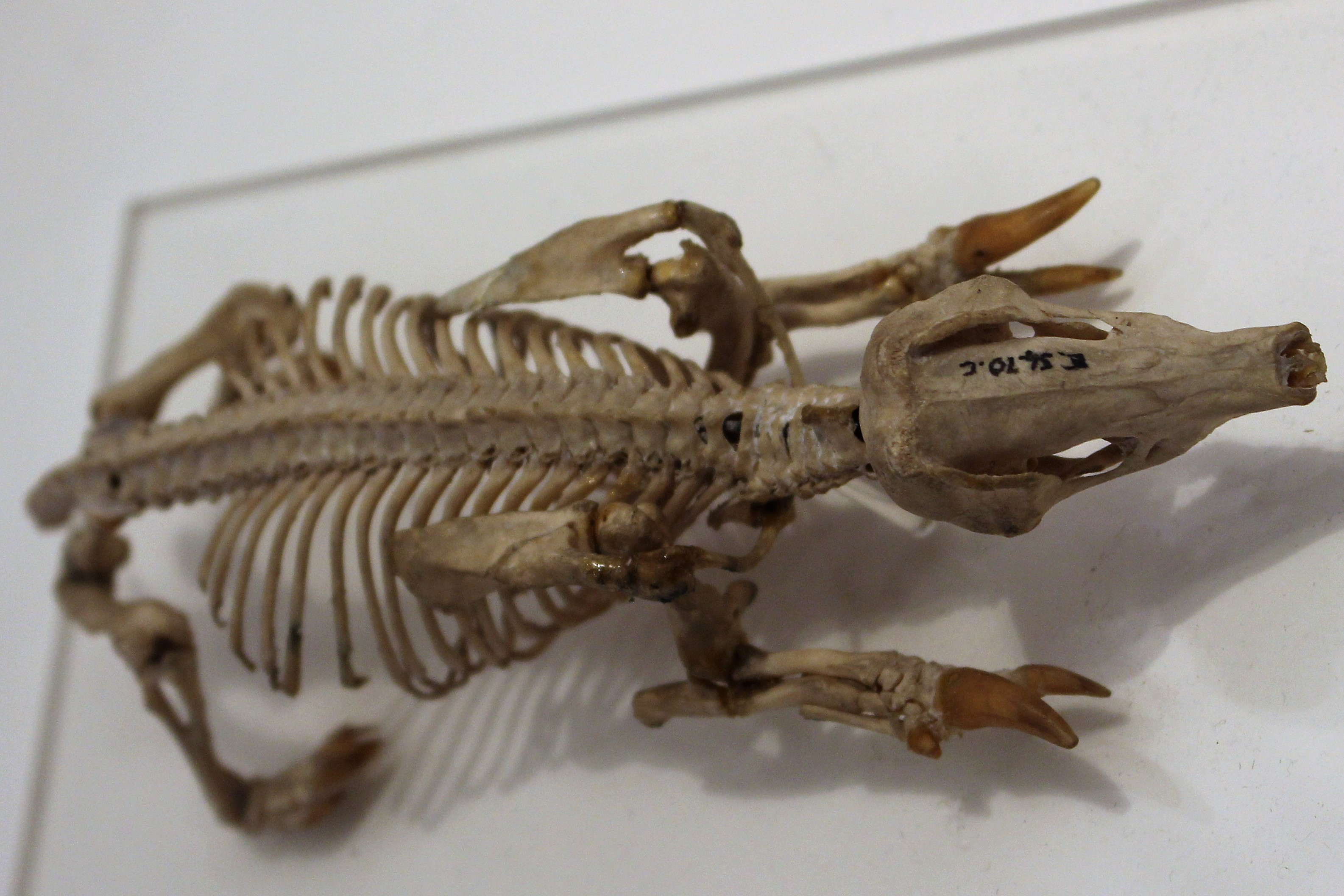
Złotoślepiec olbrzymi, szkielet

Złotokretowate morfologią przypominają kretowate, za które je zresztą z tego powodu niegdyś uważano. Powodem tego podobieństwa są przystosowania do podziemnego trybu życia. Uwagę zwraca zwłaszcza krępe ciało, tępo zakończona mocno zbudowana głowa bez widocznych oczu, silne przednie kończyny z pazurami, brak ogona.
Zwierzęta te osiągają różną wielkość, zazwyczaj są jednak dość małe. Najskromniejsze rozmiary osiąga złotokretowiec pustynny. Jego głowa i tułów mierzy od 7,6 do 8,6 cm w przypadku podgatunku nominatywnego, podczas gdy jeszcze mniejszy podgatunek namibijski mierzy 6,5–8,1 cm u samców i 6–7,4 cm u samic. Masa zwierzęcia 15–23 g u samicy, 17–30 g u samca, większy podgatunek nie różni się istotnie. Po drugiej stronie stoi złotoślepiec olbrzymi. Głowa i tułów samca mierzą od 21,5 do 23,5 cm, samicy zaś od 20,8 do 22,9 cm. Masa ciała samca wynosi około 470 g, u samicy między 410 a 500 g. Masy części gatunków, jak obu gatunków skrytokreta, pozostają nieznane. Dymorfizm płciowy wyraża się także pewnymi różnicami w proporcjach ciała. Samce mają większą głowę – względnie w stosunku do reszty ciała i bezwzględnie także.
Ciało tych zwierząt porasta krótkie, grube futro. Ma ono dwie warstwy: włosy okrywowe i podszerstek. Przeważają barwy brązowa, szara, żółta, też oliwkowa, jasnobrązowa, płowa, kremowa, biała. Charakterystyczny jest połysk, który może przybierać różne barwy, w tym złotą, brązową, zieloną, niebieską i fioletową. Wynika on z budowy włosów okrywowych. Proksymalnie są one cienkie, rurkowate, stając się dalej prostsze i szersze, w dalszym swym przebiegu spłaszczone z gładką powierzchnią, zmierzając do zaostrzonego końca. Wspomniane spłaszczenie ze zbitymi łuskami tworzy powierzchnię odpowiednią do odbijania światła, a ciasno ułożone naprzemienne jasne i ciemne warstwy umożliwiają interferencję fali świetlnej. Uzyskiwany w efekcie kolor zależy od liczby warstw i odstępu między nimi. Złotokretowate jako niewidome same nie widzą kolorów swych futer. Upakowanie łusek, którym zawdzięczają połysk, stanowi prawdopodobnie przystosowanie do życia w ciasnych podziemnych korytarzach. Pozwala oprzeć się tarciu i utrzymać futro w czystości. Postulowano, że połysk zwiększają oleiste wydzieliny zmniejszające tarcie podczas przebijania się przez ziemię, jednakże nie udowodniono tej hipotezy.
W mózgu, zwłaszcza w węchomózgowiu, istotną rolę odgrywaną neurony cholinergiczne. Jądra nerwów odpowiedzialnych za poruszanie gałką oczną uległy redukcji, zwłaszcza jądro odwodzące, które zanikło. Zamiast przyśrodkowego jądra przegrody występuje boczne jądro przegrody. Zwraca również uwagę głębokie wcięcie śródmózgowia.
Złotokretowate mają niewielkie oczy, w dodatku przykryte skórą. Właściwie nie widać ich, jako że pokrywająca je skóra porasta futrem, aczkolwiek ma ono często w okolicy oczu inny, jaśniejszy kolor, jak na przykład u złotokrecika hotentockiego i stokowego oraz złotokrecinka kongijskiego. Oko jest właściwie szczątkowe, ze szczątkowymi tęczówką, soczewką i nerwem wzrokowym. Mięśni poruszających gałką oczną nie ma w ogóle. W efekcie złotokretowate nie widzą. W ciemnych podziemnych korytarzach wzrok nie odgrywa istotnej roli. Wskazuje to również, że podziwiane przez badaczy połyskliwe futra złotokretowatych, którym zawdzięczają one swą nazwę, nie odgrywają roli w komunikowaniu się tych zwierząt między sobą i nie powstały, jak się często tłumaczy jaskrawe barwy zwierząt, na drodze doboru płciowego.

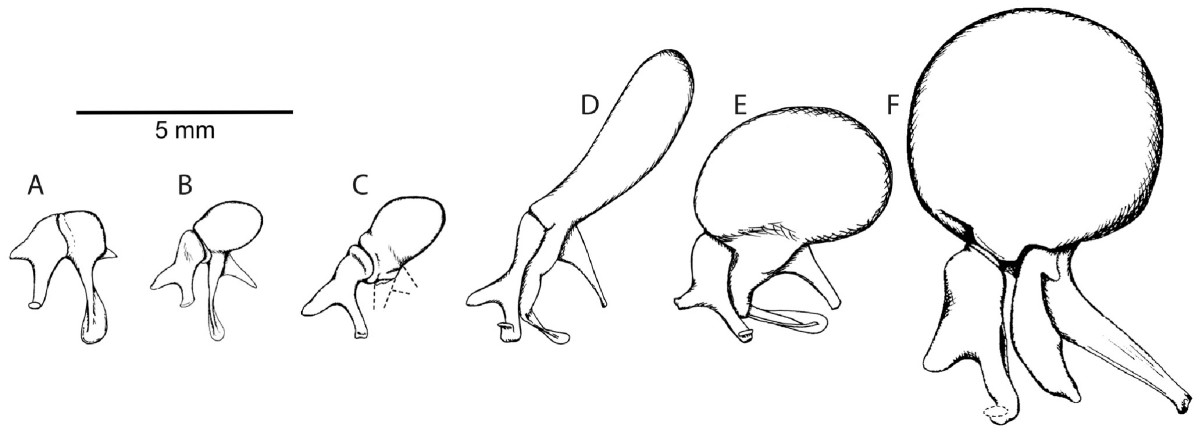
Młoteczki różnych złotokretowatych wedle Ashera et al.: A) złotokrecik hotentocki, B) żółtokret górski, C) złotokretnik rodezyjski, D) złotokret zwyczajny, E) złotokretowiec pustynny, F) złotoślepiec szorstkowłosy

Istotniejszą rolę odgrywa słuch. Małżowiny usznej nie stwierdza się, a ujście kanału słuchowego zewnętrznego porasta grube futro, przeciwdziałając dostawaniu się do środka ziemi. Część złotokretowatych wyróżnia się budową ucha środkowego, jednak członkowie tej rodziny wykazują tutaj istotne zróżnicowanie. U niektórych rodzajów budowa kosteczek słuchowych niczym szczególnym się nie wyróżnia. Przykładem jest złotokrecik, ale też złotokrecinek żółty. Taksony te mają niewielkie, niewyspecjalizowane kosteczki słuchowe. Inaczej wygląda to u złotokreta, złotoślepca, skrytokreta. Cechują się one dużym młoteczkiem o głowie kształtu maczugi w widocznej wręcz na zewnątrz czaszki bulla tympanica, podczas gdy złotoślepiec czy złotokretowiec ma głowę młoteczka raczej owalną, bardziej wydłużoną, leżącą w rozdęciu przy łuku jarzmowym. W stosunku do masy ciała mają one największy ze wszystkich ssaków młoteczek. Jest on też większy u taksonów typowo podziemnych od tych w mniejszym stopniu przystosowanych do takiego trybu życia. Złotokrecik hotentocki jest około dwa razy cięższy od złotokretowca, jego młoteczek zaś jest 60 razy cięższy. Taka budowa ogranicza możliwość odbioru dźwięków do tych niskich. Stosunek powierzchni błony bębenkowej do powierzchni stopki strzemiączka jest nieduży. Wynosi on 3,9 (złotoślepiec szorstkowłosy), 5,17 (złotokret zwyczajny), 6,7 (złotokretowiec pustynny) bądź 8,18 (żółtokret górski). Jest to z kolei najmniejszy wynik spośród 126 przebadanych pod tym względem ssaków. Ucho wyspecjalizowanych złotokretowatych nie służy raczej do słyszenia dźwięków przenoszonych przez powietrze, ale do odbierania drgań ziemi. Szczególnie sprzyja odbieraniu niskich częstotliwości, poniżej kilkuset Hz. Taka budowa może przeszkadzać w odbieraniu dźwięków na powierzchni. W ten sposób złotokretowiec pustynny prawdopodobnie lokalizuje gniazda pustynnych termitów, którymi się żywi. Uwięzione złotokrety zwyczajne potrafiły jednak komunikować się głosowo, co wskazuje, że zachowały zdolność słyszenia dźwięków przenoszonych przez powietrze.
Zmysł węchu także prawdopodobnie nie odgrywa istotnej roli, jako że w podziemnych tunelach mało jest powietrza.
Liczba zębów nie jest stała nawet w obrębie danego gatunku ze względu na zmienność w zastępowaniu zębów. Występuje uzębienie zalambdodontyczne, podobne do spotykanego u tenrekowatych. Przedtrzonowce i trzonowce cechują się wysokimi koronami (uzębienie hypsodontyczne), niekiedy zachodzą ściśle na siebie. Trzeci trzonowiec górny i dolny wykazuje w największym stopniu wspomniane nieregularne zastępowanie. Na podstawie uzębienia nie da się określić gatunku ani płci danego osobnika.
| Wzór zębowy | Wzór zębowy | I | C | P | M   |
| ----------- | ----------- | - | - | - | --- |
| 36–40       | =           | 3 | 1 | 3 | 2-3 |
| 36–40       | =           | 3 | 1 | 3 | 2-3 |

Charakterystyczną cechą złotokretowatych jest połączenie stawowe między żuchwą (kość zębowa) a kością gnykową. Podobne połączenie występuje w zasadzie tylko u niektórych ryb kostnych. Kość zębowa wyrostkiem kątowym (angular process) łączy się stawowo ze stylohyal, którego koniec dalszy łączy się z kolei z chrząstką bębenkowo-gnykową (cartilago tympanohyoidea). Tylna część aparatu gnykowego łączy się natomiast z chrząstkami krtani, basihyal i thyrohyla przylegają do jej chrząstki tarczowatej. Taka budowa anatomiczna pozwala na niezależne ruchy kości zębowej i gnykowej podczas jedzenia, ułatwiając ruchy języka, którym posługuje się zwierzę.
Klatka piersiowa również wykazuje przystosowania do rycia w glebie. Mostek i żebra skręcają do środka. U złotokretowatych występuje żołądek gruczołowy z odźwiernikiem zdominowanym przez komórki ścienne (parietal cells). Przechodzi on w jelito cienkie z obfitymi komórkami sygnetowymi bogatymi w mucyny. Zwierzęta te nie mają jelita ślepego.
U złotokretowatych nie występuje ogon widoczny na zewnątrz ciała, ale zachowały się pozostałości kręgów ogonowych.
Kończyny złotokretowatych są krótkie, szczególnie przednie łapy są silnie zbudowane. Kość ramienna o trzonie nieznacznie skręcającym przyśrodkowo kończy się powiększonym nadkłykciem przyśrodkowym, zapewniającym miejsce przyczepu potężnych mięśni niezbędnych do grzebania w ziemi. Taką funkcję potwierdzają badania porównawcze, jako że nadkłykieć najsłabiej rozwija się u taksonów rzadziej kopiących, jak ślepokret potrafiący polować na powierzchni, czy też złotokretowiec, który nie tylko nocą przemierza pustynię na powierzchni, ale także kopie w sypkim, niestwarzającym tak wielkiego oporu piasku. Odpowiada temuż nadkłykciowi także świetnie rozwinięty wyrostek łokciowy kości łokciowej, Występuje unikalna trzecia kość przedramienia, towarzysząca kości promieniowej i łokciowej, powstała prawdopodobnie ze skostniałego ścięgna mięśnia zginacza. Przednie kończyny kończą się czterema palcami zaopatrzonymi w zaostrzone, przystosowane do kopania pazury, z których największe wymiary osiąga trzeci. Ma on długość od 7 do 19 mm. Nieco mniejszy jest pazur drugiego palca, natomiast na czwartym palcu występuje jedynie szczątkowy pazur (jest on jednak dobrze rozwinięty u złotokretowca).
Tylne łapy są mniej umięśnione, kończą się pięcioma palcami o mniejszych pazurach. Palce spaja błona.

## Systematyka

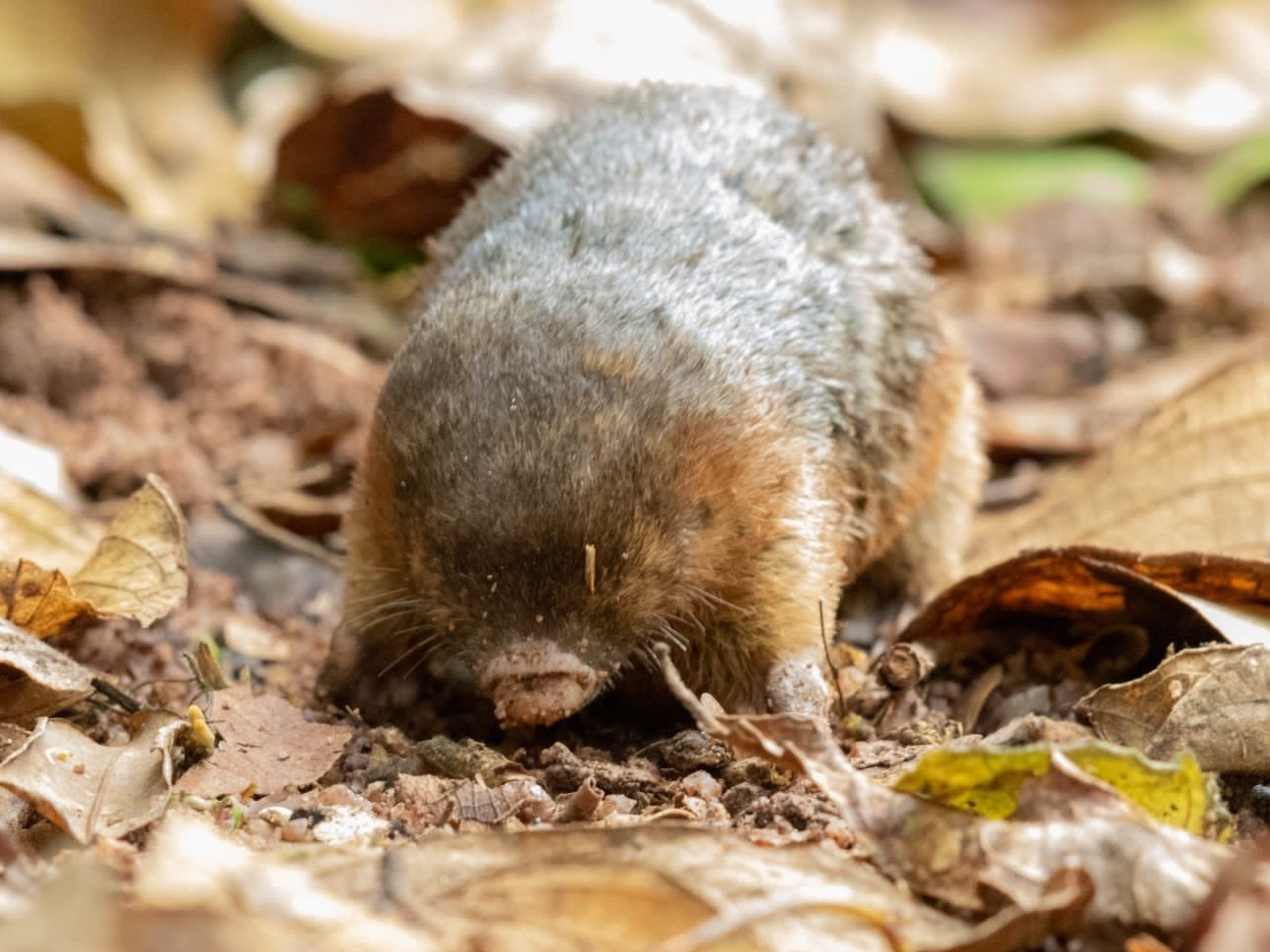
Jednym z najlepiej poznanych gatunków, przedstawicielem złotokrecików, jest złotokrecik hotentocki. Palmiet Nature Reserve, 2021

Pierwszy opis naukowy przedstawiciela dzisiejszych złotokretowatych został stworzony przez Linneusza w 1758. Autor uwzględnił gatunek znany obecnie jako złotokret zwyczajny (Chrysochloris asiatica) pod nazwą Talpa asiatica. Umieścił go tym samym w rodzaju Talpa, czyli kret. Rodzaj ten obecnie zalicza się do rodziny kretowatych (Talpidae). Co więcej, Linneusz nadał temu gatunkowi epitet asiatica, błędnie uznając, że zwierzę pochodzi z Azji, konkretniej z Syberii, podczas gdy na tym kontynencie nie występuje żaden przedstawiciel złotokretowatych. Kret i złotokretowate rzeczywiście wyglądają podobnie i przystosowały się do podobnego trybu życia, jednak o tym, że nie są one ze sobą blisko spokrewnione, dowiedziano się znacznie później.
Kretowate wraz z jeżowatymi, ryjówkowatymi, tenrekowatymi i innymi grupami umieszczano w rzędzie owadożernych. Kolejne badania ujawniły, że złotokrety nie są blisko spokrewnione z kretowatymi, a znacznie bliższe tenrekowatym. Wśród łączących te taksony wspólnych cech wymieniano uzębienie zalambdodontyczne. Rząd owadożernych grupował generalnie niewielkie ssaki żywiące się owadami. Kolejne badania wykazały, że łączące jego członków podobieństwa są słabo uzasadnione i wynikają nie z pokrewieństwa, a z przystosowań do podobnego trybu życia (konwergencja). W efekcie rząd podzielono. Wyodrębniono z niego między innymi grupę Afrosoricida, zwaną po polsku afrosorkowcami, zaliczaną do szerszej grupy afroterów obejmującej też trąbowce czy brzegowce. Nazwa ta nie spodobała się w środowisku naukowym, jako że mylnie sugerowała powiązanie z ryjówkowymi (Soricidae), które pozostawiono w okrojonym rzędzie owadożernych. Afrosorkowce obejmowały trzy rodziny: złotokretowate, tenrekowate i Potamogalidae, wydzieloną z tenrekowatych rodzinę obejmującą zaliczane tam uprzednio wodnice. Tenrekowate i Potamogalidae połączono w podrząd Tenrecomoprha, czyli tenrekokształtne (nazwą tą próbowano objąć wszystkie afrosorkowce, by uniknąć tej nielubianej nazwy, jednak pomysł ten nie utrzymał się). Złotokretowate wydzielono do odrębnego podrzędu o nazwie Chrysochloroidea, zwanego po polsku złotokretowymi. Kretowate wraz z jeżowatymi i ryjówkowatymi pozostawiono w Eulipotyphla.
Klasyfikacja taksonów wewnątrz rodziny nie należy do spraw prostych i wielokrotnie ją zmieniano, przenosząc gatunki do innych rodzajów, których proponowano od 5 do 7, by dojść w 2010 roku do 9. Choćby dwa gatunki umieszczane w rodzaju złotokrecinek (Calcochloris) po publikacji Ashera et al. z 2010 przeniesiono do odrębnego rodzaju Huetia. W drugim dziesięcioleciu XXI wieku utrwalił się podział na dwie podrodziny, wprowadzony przez Jenkinsa w 2005, aczkolwiek postuluje się niekiedy zwiększenie liczby podrodzin do czterech. Zmienić może się także liczba wyróżnianych gatunków, jako że niektóre z obecnie uznawanych za pojedyncze mogą w rzeczywistości okazać się kompleksami kryptycznych, choćby niektóre gatunki z rodzaju złotokrecik. Rozważa się także podniesienie niektórych podgatunków do rangi osobnych gatunków, choćby w przypadku złotokretowca.

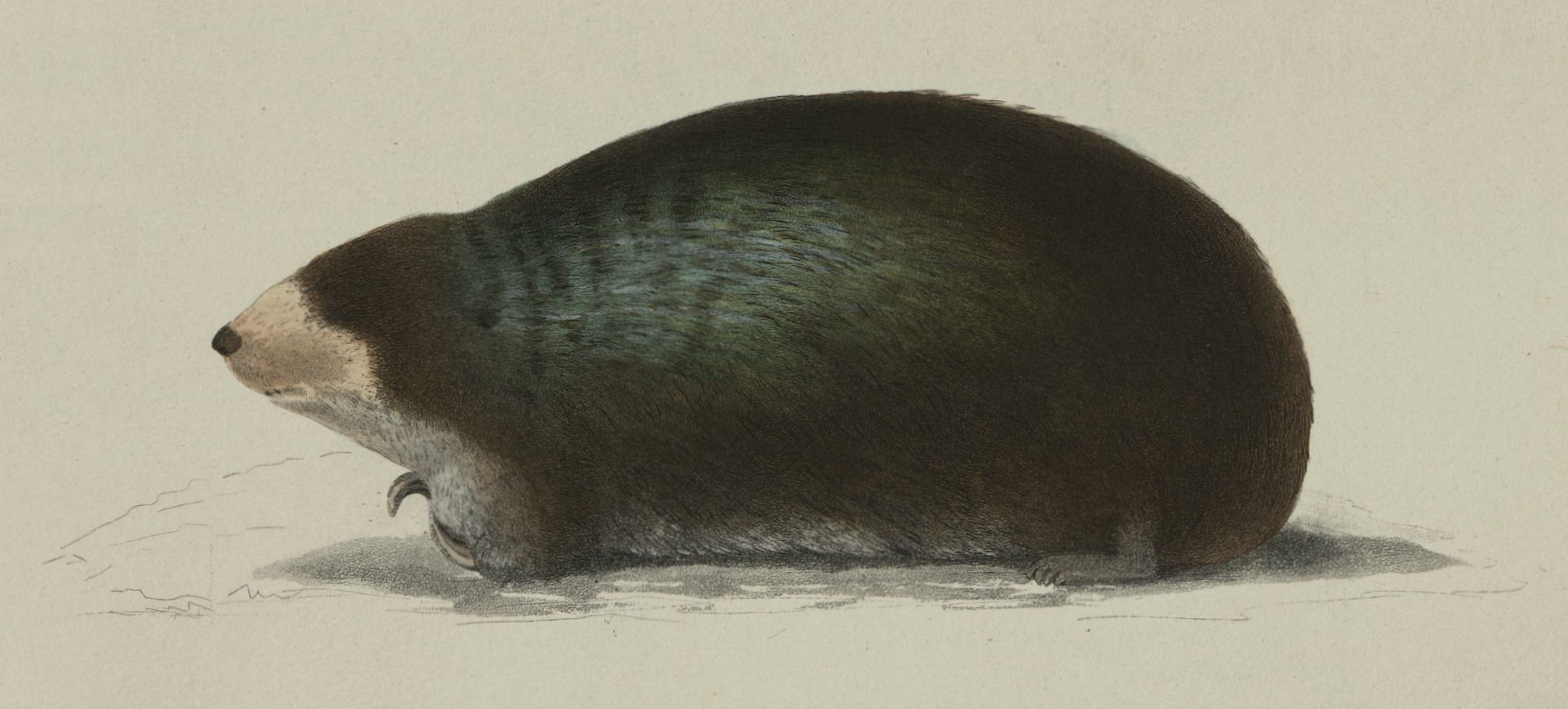
Złotokrecinek kongijski, opisany przez Hueta w 1885, obecnie przeniesiony został do rodzaju Huetia

Do rodziny należą następujące występujące współcześnie podrodziny:
- Amblysominae Simonetta, 1957 – złotokreciki[3], z rodzajami[4]:
  - Amblysomus[4], złotokrecik[3], 5 gatunków: złotokrecik przylądkowy, złotokrecik hotentocki, złotokrecik krzepki, złotokrecik stokowy, złotokrecik wyżynny[4][3],
  - Calcochloris[4], złotokrecinek[3], takson monotypowy: złotokrecinek żółty[4],
  - Huetia[4], brak polskiej nazwy[3], 2 gatunki: złotokrecinek kongijski, złotokrecinek płomykówkowy[4],
  - Nemablysomus[4], tłustokrecik[3], 2 gatunki: tłustokrecik samotny, tłustokrecik buszowy[4],
- Chrysochlorinae J.E. Gray, 1825 – złotokrety[3]:
  - Carpitalpa[4], złotokretnik[3], monotypowy: złotokretnik rofezyjski[4][3],
  - Chlorotalpa[4], żółtokret[3], 2 gatunki: żółtokret nadbrzeżny, żółtokret górski[4][3],
  - Chrysochloris[4], złotokret[3], 3 gatunki: złotokret zwyczajny, złotokret reliktowy, złotokret ruwenzorski[4],
  - Chrysospalax[4], złotoślepiec[3], 2 gatunki: złotoślepiec olbrzymi, złotoślepiec szorstkowłosy[4][3],
  - Cryptochloris[4], skrytokret[3], 2 gatunki: skrytokret wydmowy, skrytokret piaskowy[4][3],
  - Eremitalpa[4], złotokretowiec[3], monotypowy: złotokretowiec pustynny[4][3].

Systematyka ta może w dalszym ciągu ulegać zmianom. Prawdopodobne jest, że gatunki o większym zasięgu występowania mogą być w rzeczywistości zespołami gatunków kryptycznych. Wymienia się tu złotokrecika hotentockiego.
Opisano również podrodzionę wymarłą:
- Prochrysochlorinae Butler, 1984 – jedynym przedstawicielem był Prochrysochloris miocaenica Butler & Hopwood, 1957.

oraz rodzaje wymarłe nie sklasyfikowane w żadnej z powyższych podrodzin:
- Damarachloris Pickford, 2019[17] – jedynym przedstawicielem był Damarachloris primaeva Pickford, 2019
- Diamantochloris Pickford, 2015[18] – jedynym przedstawicielem był Diamantochloris inconcessa Pickford, 2015
- Namachloris Pickford, 2015[19] – jedynym przedstawicielem był Namachloris arenatans Pickford, 2015

## Ewolucja

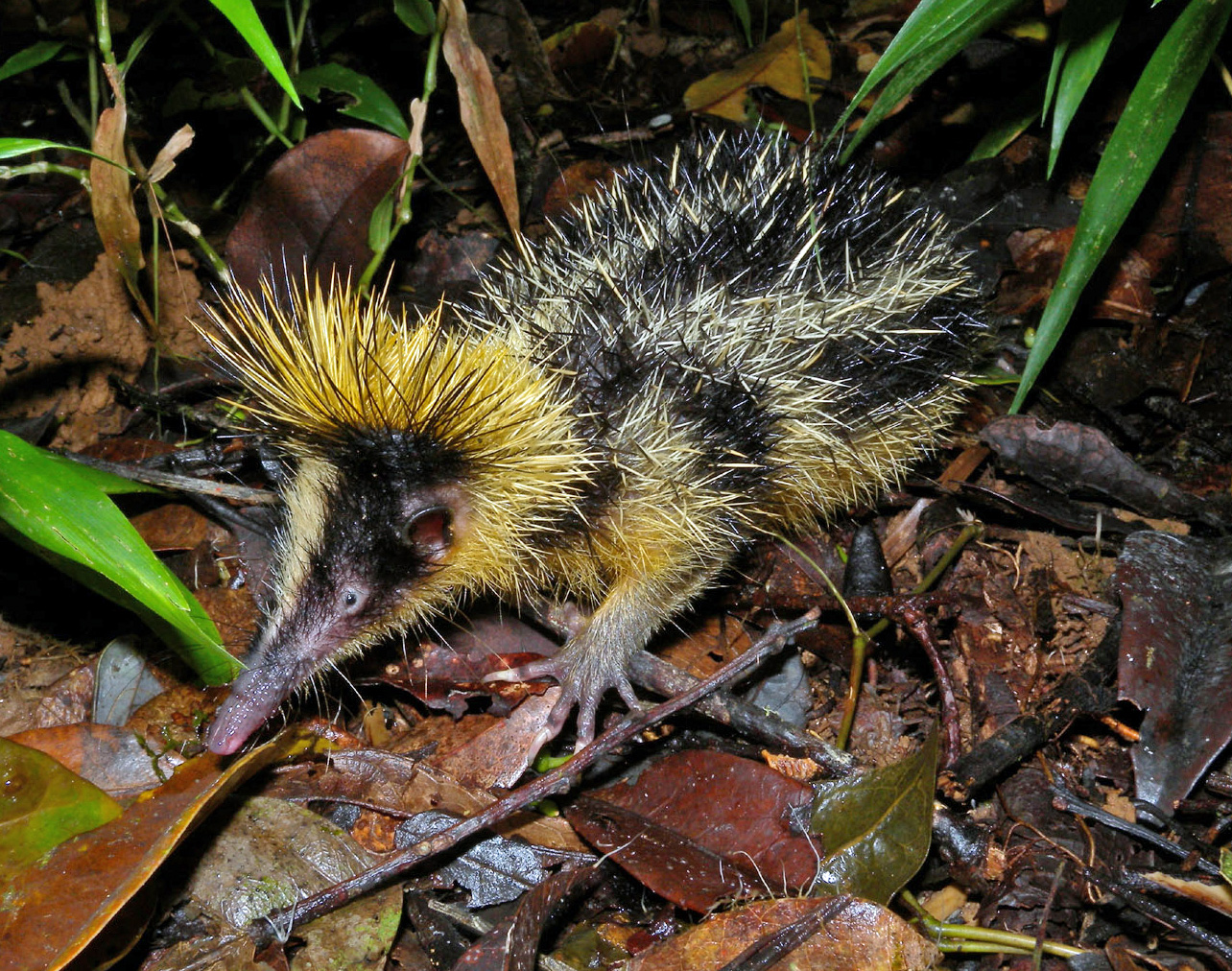
Linie złotokretowatych i tenrekoksztatnych, jak ten tenrekowiec pręgowany, rozdzieliły się około 50 milionów lat temu

Afrotery wyodrębniły się prawdopodobnie około 100 milionów lat temu. Sama zaś grupa złotokretowatych oddzieliła się od linii prowadzącej do tenrekowatych i Potamogalidae około 50 milionów lat temu. Najstarsze skamieniałości pochodzą z eoceńskiego lutetu. Znaleziono je w Namibii. W wapieniach z Black Crow znaleziono żuchwę Diamantochloris, cechującą się jeszcze pewnymi prymitywnymi cechami nawiązującymi do tenrekowatych. Analiza znaleziska w kontekście wiedzy o ewolucji złotokretowatych wskazuje, że mógł już rozwinąć dziwaczny staw gnykowo-żuchwowy, obserwowany u późniejszych przedstawicieli grupy. Opisano z tych samych skał także Damarachloris. Pickford wyróżnił rodzaj na podstawie cech zębów i kości szczękowej, tworząc jego nazwę od regionu i grupy etnicznej Damara. Też w Namibii, w Eociff, znaleziono bartońskie pozostałości Namachloris, którego szkielet przypomina kośćce dzisiejszych przedstawicieli grupy i w budowie ucha którego dostrzega się już cechy współczesnych złotokretowatych, jak silna pneumatyzacja i beleczkowanie przyległych kości czaszki, obejmujących przebiegające w kanałach kostnych nerwy i naczynia krwionośne, silnie zwinięty ślimak bez kanalika (canaliculus cochleae) oraz wtórne crus commune. Nie rozwinęły się u niego jeszcze połączenia podstawnoczaszkowe między uszami, różni go także mięsień napinacz błony bębenkowej.
We wczesnym oligocenie żył Eochrysochloris, uważany za prymitywnego przedstawiciela złotokretowatych.
Kolejne, znacznie młodsze skamieniałości pochodzą z miocenu z Kenii. We wczesnym miocenie żyła Prochrysochloris miocaenica. Pozostałości z pliocenu znaleziono natomiast w RPA. Na tę epokę przypadają wczesnoplioceński Chrysochloris arenosa z Langebaanweg, przypominający złotokreta zwyczajnego, ale o węższej kości ramiennej, jak u złotokretowca, jak i Chrysochloris bronneri, znany z tego samego miejsca, o mocniejszej kości zębowej od poprzedniego. Na przełomie pliocenu i plejstocenu żyły natomiast Amblysomus hamiltoni, Chlorotapla spelea i Proamblysomus antiqus, których skamieniałości znaleziono w RPA.
Starsze poglądy na ewolucję złotokretowatych obrazują następujące kladogramy. Wedle Bronnera:
|  | Neamblysomus gunningi, Neamblysomus julianae                                                                                 |
|  | |
|  | \| \| Amblysomus marleyi \| \| \| \| \| \| Amblysomus coriae, Amblysomus hottentotus, Amblysomus septentrionalis \| \| \| \| |
|  | |
|  | Amblysomus marleyi |
|  | |
|  | Amblysomus coriae, Amblysomus hottentotus, Amblysomus septentrionalis                                                        |
|  | |

|  | Amblysomus marleyi                                                    |
|  |                                                                       |
|  | Amblysomus coriae, Amblysomus hottentotus, Amblysomus septentrionalis |
|  |                                                                       |

|  | Neamblysomus gunningi, Neamblysomus julianae                                                                                 |
|  | |
|  | \| \| Amblysomus marleyi \| \| \| \| \| \| Amblysomus coriae, Amblysomus hottentotus, Amblysomus septentrionalis \| \| \| \| |
|  | |
|  | Amblysomus marleyi |
|  | |
|  | Amblysomus coriae, Amblysomus hottentotus, Amblysomus septentrionalis                                                        |
|  | |

|  | Amblysomus marleyi                                                    |
|  |                                                                       |
|  | Amblysomus coriae, Amblysomus hottentotus, Amblysomus septentrionalis |
|  |                                                                       |

|  | Neamblysomus gunningi, Neamblysomus julianae                                                                                 |
|  | |
|  | \| \| Amblysomus marleyi \| \| \| \| \| \| Amblysomus coriae, Amblysomus hottentotus, Amblysomus septentrionalis \| \| \| \| |
|  | |
|  | Amblysomus marleyi |
|  | |
|  | Amblysomus coriae, Amblysomus hottentotus, Amblysomus septentrionalis                                                        |
|  | |

|  | Amblysomus marleyi                                                    |
|  |                                                                       |
|  | Amblysomus coriae, Amblysomus hottentotus, Amblysomus septentrionalis |
|  |                                                                       |

|  | Neamblysomus gunningi, Neamblysomus julianae                                                                                 |
|  | |
|  | \| \| Amblysomus marleyi \| \| \| \| \| \| Amblysomus coriae, Amblysomus hottentotus, Amblysomus septentrionalis \| \| \| \| |
|  | |
|  | Amblysomus marleyi |
|  | |
|  | Amblysomus coriae, Amblysomus hottentotus, Amblysomus septentrionalis                                                        |
|  | |

|  | Amblysomus marleyi                                                    |
|  |                                                                       |
|  | Amblysomus coriae, Amblysomus hottentotus, Amblysomus septentrionalis |
|  |                                                                       |

|  | Neamblysomus gunningi, Neamblysomus julianae                                                                                 |
|  | |
|  | \| \| Amblysomus marleyi \| \| \| \| \| \| Amblysomus coriae, Amblysomus hottentotus, Amblysomus septentrionalis \| \| \| \| |
|  | |
|  | Amblysomus marleyi |
|  | |
|  | Amblysomus coriae, Amblysomus hottentotus, Amblysomus septentrionalis                                                        |
|  | |

|  | Amblysomus marleyi                                                    |
|  |                                                                       |
|  | Amblysomus coriae, Amblysomus hottentotus, Amblysomus septentrionalis |
|  |                                                                       |

|  | Neamblysomus gunningi, Neamblysomus julianae                                                                                 |
|  | |
|  | \| \| Amblysomus marleyi \| \| \| \| \| \| Amblysomus coriae, Amblysomus hottentotus, Amblysomus septentrionalis \| \| \| \| |
|  | |
|  | Amblysomus marleyi |
|  | |
|  | Amblysomus coriae, Amblysomus hottentotus, Amblysomus septentrionalis                                                        |
|  | |

|  | Amblysomus marleyi                                                    |
|  |                                                                       |
|  | Amblysomus coriae, Amblysomus hottentotus, Amblysomus septentrionalis |
|  |                                                                       |

|  | Neamblysomus gunningi, Neamblysomus julianae                                                                                 |
|  | |
|  | \| \| Amblysomus marleyi \| \| \| \| \| \| Amblysomus coriae, Amblysomus hottentotus, Amblysomus septentrionalis \| \| \| \| |
|  | |
|  | Amblysomus marleyi |
|  | |
|  | Amblysomus coriae, Amblysomus hottentotus, Amblysomus septentrionalis                                                        |
|  | |

|  | Amblysomus marleyi                                                    |
|  |                                                                       |
|  | Amblysomus coriae, Amblysomus hottentotus, Amblysomus septentrionalis |
|  |                                                                       |

|  | Neamblysomus gunningi, Neamblysomus julianae                                                                                 |
|  | |
|  | \| \| Amblysomus marleyi \| \| \| \| \| \| Amblysomus coriae, Amblysomus hottentotus, Amblysomus septentrionalis \| \| \| \| |
|  | |
|  | Amblysomus marleyi |
|  | |
|  | Amblysomus coriae, Amblysomus hottentotus, Amblysomus septentrionalis                                                        |
|  | |

|  | Amblysomus marleyi                                                    |
|  |                                                                       |
|  | Amblysomus coriae, Amblysomus hottentotus, Amblysomus septentrionalis |
|  |                                                                       |

|  | Neamblysomus gunningi, Neamblysomus julianae                                                                                 |
|  | |
|  | \| \| Amblysomus marleyi \| \| \| \| \| \| Amblysomus coriae, Amblysomus hottentotus, Amblysomus septentrionalis \| \| \| \| |
|  | |
|  | Amblysomus marleyi |
|  | |
|  | Amblysomus coriae, Amblysomus hottentotus, Amblysomus septentrionalis                                                        |
|  | |

|  | Amblysomus marleyi                                                    |
|  |                                                                       |
|  | Amblysomus coriae, Amblysomus hottentotus, Amblysomus septentrionalis |
|  |                                                                       |

|  | Neamblysomus gunningi, Neamblysomus julianae                                                                                 |
|  | |
|  | \| \| Amblysomus marleyi \| \| \| \| \| \| Amblysomus coriae, Amblysomus hottentotus, Amblysomus septentrionalis \| \| \| \| |
|  | |
|  | Amblysomus marleyi |
|  | |
|  | Amblysomus coriae, Amblysomus hottentotus, Amblysomus septentrionalis                                                        |
|  | |

|  | Amblysomus marleyi                                                    |
|  |                                                                       |
|  | Amblysomus coriae, Amblysomus hottentotus, Amblysomus septentrionalis |
|  |                                                                       |

|  | Neamblysomus gunningi, Neamblysomus julianae                                                                                 |
|  | |
|  | \| \| Amblysomus marleyi \| \| \| \| \| \| Amblysomus coriae, Amblysomus hottentotus, Amblysomus septentrionalis \| \| \| \| |
|  | |
|  | Amblysomus marleyi |
|  | |
|  | Amblysomus coriae, Amblysomus hottentotus, Amblysomus septentrionalis                                                        |
|  | |

|  | Amblysomus marleyi                                                    |
|  |                                                                       |
|  | Amblysomus coriae, Amblysomus hottentotus, Amblysomus septentrionalis |
|  |                                                                       |

|  | Neamblysomus gunningi, Neamblysomus julianae                                                                                 |
|  | |
|  | \| \| Amblysomus marleyi \| \| \| \| \| \| Amblysomus coriae, Amblysomus hottentotus, Amblysomus septentrionalis \| \| \| \| |
|  | |
|  | Amblysomus marleyi |
|  | |
|  | Amblysomus coriae, Amblysomus hottentotus, Amblysomus septentrionalis                                                        |
|  | |

|  | Amblysomus marleyi                                                    |
|  |                                                                       |
|  | Amblysomus coriae, Amblysomus hottentotus, Amblysomus septentrionalis |
|  |                                                                       |

|  | Neamblysomus gunningi, Neamblysomus julianae                                                                                 |
|  | |
|  | \| \| Amblysomus marleyi \| \| \| \| \| \| Amblysomus coriae, Amblysomus hottentotus, Amblysomus septentrionalis \| \| \| \| |
|  | |
|  | Amblysomus marleyi |
|  | |
|  | Amblysomus coriae, Amblysomus hottentotus, Amblysomus septentrionalis                                                        |
|  | |

|  | Amblysomus marleyi                                                    |
|  |                                                                       |
|  | Amblysomus coriae, Amblysomus hottentotus, Amblysomus septentrionalis |
|  |                                                                       |

|  | Neamblysomus gunningi, Neamblysomus julianae                                                                                 |
|  | |
|  | \| \| Amblysomus marleyi \| \| \| \| \| \| Amblysomus coriae, Amblysomus hottentotus, Amblysomus septentrionalis \| \| \| \| |
|  | |
|  | Amblysomus marleyi |
|  | |
|  | Amblysomus coriae, Amblysomus hottentotus, Amblysomus septentrionalis                                                        |
|  | |

|  | Amblysomus marleyi                                                    |
|  |                                                                       |
|  | Amblysomus coriae, Amblysomus hottentotus, Amblysomus septentrionalis |
|  |                                                                       |

|  | Neamblysomus gunningi, Neamblysomus julianae                                                                                 |
|  | |
|  | \| \| Amblysomus marleyi \| \| \| \| \| \| Amblysomus coriae, Amblysomus hottentotus, Amblysomus septentrionalis \| \| \| \| |
|  | |
|  | Amblysomus marleyi |
|  | |
|  | Amblysomus coriae, Amblysomus hottentotus, Amblysomus septentrionalis                                                        |
|  | |

|  | Amblysomus marleyi                                                    |
|  |                                                                       |
|  | Amblysomus coriae, Amblysomus hottentotus, Amblysomus septentrionalis |
|  |                                                                       |

|  | Neamblysomus gunningi, Neamblysomus julianae                                                                                 |
|  | |
|  | \| \| Amblysomus marleyi \| \| \| \| \| \| Amblysomus coriae, Amblysomus hottentotus, Amblysomus septentrionalis \| \| \| \| |
|  | |
|  | Amblysomus marleyi |
|  | |
|  | Amblysomus coriae, Amblysomus hottentotus, Amblysomus septentrionalis                                                        |
|  | |

|  | Amblysomus marleyi                                                    |
|  |                                                                       |
|  | Amblysomus coriae, Amblysomus hottentotus, Amblysomus septentrionalis |
|  |                                                                       |

Wedle Simonetty:
|  | Eremitalpa granti                              |
|  |                                                |
|  | Chrysospalax trevelyani, Chrysospalax villosus |
|  |                                                |

|  | Amblysomus tytonis, Amblysomus tytonis             |
|  |                                                    |
|  | Calcochloris obtusirostris                         |
|  |                                                    |
|  | Neamblysomus gunningi                              |
|  |                                                    |
|  | Amblysomus coriae, Amblysomus hottentotus, A. iris |
|  |                                                    |

|  | Chrysochloris stuhlmani                                                                              |
|  | |
|  | \| \| Amblysomus tropicalis \| \| \| \| \| \| Chlorotalpa sclateri, Chlorotalpa duthieae \| \| \| \| |
|  | |
|  | Amblysomus tropicalis                                                                                |
|  | |
|  | Chlorotalpa sclateri, Chlorotalpa duthieae                                                           |
|  | |

|  | Amblysomus tropicalis                      |
|  |                                            |
|  | Chlorotalpa sclateri, Chlorotalpa duthieae |
|  |                                            |

|  | Chrysochloris stuhlmani                                                                              |
|  | |
|  | \| \| Amblysomus tropicalis \| \| \| \| \| \| Chlorotalpa sclateri, Chlorotalpa duthieae \| \| \| \| |
|  | |
|  | Amblysomus tropicalis                                                                                |
|  | |
|  | Chlorotalpa sclateri, Chlorotalpa duthieae                                                           |
|  | |

|  | Amblysomus tropicalis                      |
|  |                                            |
|  | Chlorotalpa sclateri, Chlorotalpa duthieae |
|  |                                            |

|  | Chrysochloris stuhlmani                                                                              |
|  | |
|  | \| \| Amblysomus tropicalis \| \| \| \| \| \| Chlorotalpa sclateri, Chlorotalpa duthieae \| \| \| \| |
|  | |
|  | Amblysomus tropicalis                                                                                |
|  | |
|  | Chlorotalpa sclateri, Chlorotalpa duthieae                                                           |
|  | |

|  | Amblysomus tropicalis                      |
|  |                                            |
|  | Chlorotalpa sclateri, Chlorotalpa duthieae |
|  |                                            |

|  | Chrysochloris stuhlmani                                                                              |
|  | |
|  | \| \| Amblysomus tropicalis \| \| \| \| \| \| Chlorotalpa sclateri, Chlorotalpa duthieae \| \| \| \| |
|  | |
|  | Amblysomus tropicalis                                                                                |
|  | |
|  | Chlorotalpa sclateri, Chlorotalpa duthieae                                                           |
|  | |

|  | Amblysomus tropicalis                      |
|  |                                            |
|  | Chlorotalpa sclateri, Chlorotalpa duthieae |
|  |                                            |

Po usunięciu niewyróżnianych dalej gatunków i przenieniesiu niektórych z nich do innych rodzajów Asher et al. (2010) przedstawiają ten kladogram następująco:
|  | Eremitalpa granti                              |
|  |                                                |
|  | Chrysospalax trevelyani, Chrysospalax villosus |
|  |                                                |

|  | Huetia leucorhina                         |
|  |                                           |
|  | Calcochloris obtusirostris                |
|  |                                           |
|  | Neamblysomus gunningi                     |
|  |                                           |
|  | Amblysomus coriae, Amblysomus hottentotus |
|  |                                           |

|  | Carpitalpa arendsi                                                                                     |
|  | |
|  | \| \| Chrysochloris stuhlmani \| \| \| \| \| \| Chlorotalpa sclateri, Chlorotalpa duthieae \| \| \| \| |
|  | |
|  | Chrysochloris stuhlmani                                                                                |
|  | |
|  | Chlorotalpa sclateri, Chlorotalpa duthieae                                                             |
|  | |

|  | Chrysochloris stuhlmani                    |
|  |                                            |
|  | Chlorotalpa sclateri, Chlorotalpa duthieae |
|  |                                            |

|  | Carpitalpa arendsi                                                                                     |
|  | |
|  | \| \| Chrysochloris stuhlmani \| \| \| \| \| \| Chlorotalpa sclateri, Chlorotalpa duthieae \| \| \| \| |
|  | |
|  | Chrysochloris stuhlmani                                                                                |
|  | |
|  | Chlorotalpa sclateri, Chlorotalpa duthieae                                                             |
|  | |

|  | Chrysochloris stuhlmani                    |
|  |                                            |
|  | Chlorotalpa sclateri, Chlorotalpa duthieae |
|  |                                            |

Zagadnienie podjęli na nowo Asher et al. Przeanalizowali 145 cech budowy, zwłaszcza czaszki z uzębieniem i szkieletu pozaczaszkowego. Uwzględnili również ekson 10 genu kodującego receptor hormonu wzrostu, odcinek liczący od 700 do 900 par zasad, uzasadniając wybór wcześniejszym wykorzystaniem tego samego odcinka DNA w badaniach nad ewolucją afroterów, powołując się na prace autorstwa Malia et al. z 2002 i tego samego pierwszego autora z 2006. W analizie wzięli pod uwagę 18 taksonów złotokretowatych. Otrzymali w efekcie w zależności od użytej metody dwa podobne drzewa, różniące się ułożeniem grup zewnętrznych i złotokrecinka żółtego, będącego na pierwszym z drzew w nierozwikłanej politomii z dwoma innymi kladami. Drugie drzewo, strict consensus 8 drzew, przedstawia następujący kladogram (uproszczono):

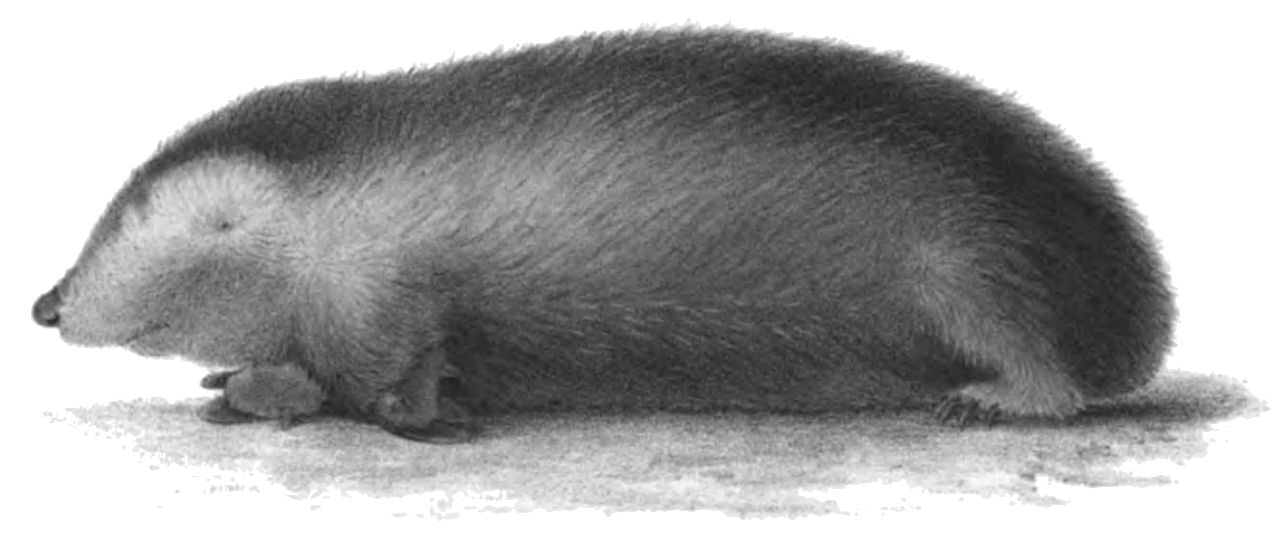
Pozycja złotokrecinka żółtego w badaniach Achera et al. z 2010 różniła się zależnie od zastosowanej metody

|  | Hemicentetes, Tenrec |
|  |                      |
|  | Echinops, Setifer    |
|  |                      |

|  | Orizorictes                   |
|  |                               |
|  | Geogale, Limnogale, Microgale |
|  |                               |

|  | Hemicentetes, Tenrec |
|  |                      |
|  | Echinops, Setifer    |
|  |                      |

|  | Orizorictes                   |
|  |                               |
|  | Geogale, Limnogale, Microgale |
|  |                               |

|  | Hemicentetes, Tenrec |
|  |                      |
|  | Echinops, Setifer    |
|  |                      |

|  | Orizorictes                   |
|  |                               |
|  | Geogale, Limnogale, Microgale |
|  |                               |

|  | Hemicentetes, Tenrec |
|  |                      |
|  | Echinops, Setifer    |
|  |                      |

|  | Orizorictes                   |
|  |                               |
|  | Geogale, Limnogale, Microgale |
|  |                               |

|  | Huetia leurorhina                                                                                         |
|  | |
|  | \| \| Cryptochloris wintoni \| \| \| \| \| \| Chrysochloris asiatica, Chrysochloris stuhlmani \| \| \| \| |
|  | |
|  | Cryptochloris wintoni                                                                                     |
|  | |
|  | Chrysochloris asiatica, Chrysochloris stuhlmani                                                           |
|  | |

|  | Cryptochloris wintoni                           |
|  |                                                 |
|  | Chrysochloris asiatica, Chrysochloris stuhlmani |
|  |                                                 |

|  | Huetia leurorhina                                                                                         |
|  | |
|  | \| \| Cryptochloris wintoni \| \| \| \| \| \| Chrysochloris asiatica, Chrysochloris stuhlmani \| \| \| \| |
|  | |
|  | Cryptochloris wintoni                                                                                     |
|  | |
|  | Chrysochloris asiatica, Chrysochloris stuhlmani                                                           |
|  | |

|  | Cryptochloris wintoni                           |
|  |                                                 |
|  | Chrysochloris asiatica, Chrysochloris stuhlmani |
|  |                                                 |

|  | Huetia leurorhina                                                                                         |
|  | |
|  | \| \| Cryptochloris wintoni \| \| \| \| \| \| Chrysochloris asiatica, Chrysochloris stuhlmani \| \| \| \| |
|  | |
|  | Cryptochloris wintoni                                                                                     |
|  | |
|  | Chrysochloris asiatica, Chrysochloris stuhlmani                                                           |
|  | |

|  | Cryptochloris wintoni                           |
|  |                                                 |
|  | Chrysochloris asiatica, Chrysochloris stuhlmani |
|  |                                                 |

|  | Huetia leurorhina                                                                                         |
|  | |
|  | \| \| Cryptochloris wintoni \| \| \| \| \| \| Chrysochloris asiatica, Chrysochloris stuhlmani \| \| \| \| |
|  | |
|  | Cryptochloris wintoni                                                                                     |
|  | |
|  | Chrysochloris asiatica, Chrysochloris stuhlmani                                                           |
|  | |

|  | Cryptochloris wintoni                           |
|  |                                                 |
|  | Chrysochloris asiatica, Chrysochloris stuhlmani |
|  |                                                 |

|  | Huetia leurorhina                                                                                         |
|  | |
|  | \| \| Cryptochloris wintoni \| \| \| \| \| \| Chrysochloris asiatica, Chrysochloris stuhlmani \| \| \| \| |
|  | |
|  | Cryptochloris wintoni                                                                                     |
|  | |
|  | Chrysochloris asiatica, Chrysochloris stuhlmani                                                           |
|  | |

|  | Cryptochloris wintoni                           |
|  |                                                 |
|  | Chrysochloris asiatica, Chrysochloris stuhlmani |
|  |                                                 |

|  | Huetia leurorhina                                                                                         |
|  | |
|  | \| \| Cryptochloris wintoni \| \| \| \| \| \| Chrysochloris asiatica, Chrysochloris stuhlmani \| \| \| \| |
|  | |
|  | Cryptochloris wintoni                                                                                     |
|  | |
|  | Chrysochloris asiatica, Chrysochloris stuhlmani                                                           |
|  | |

|  | Cryptochloris wintoni                           |
|  |                                                 |
|  | Chrysochloris asiatica, Chrysochloris stuhlmani |
|  |                                                 |

|  | Huetia leurorhina                                                                                         |
|  | |
|  | \| \| Cryptochloris wintoni \| \| \| \| \| \| Chrysochloris asiatica, Chrysochloris stuhlmani \| \| \| \| |
|  | |
|  | Cryptochloris wintoni                                                                                     |
|  | |
|  | Chrysochloris asiatica, Chrysochloris stuhlmani                                                           |
|  | |

|  | Cryptochloris wintoni                           |
|  |                                                 |
|  | Chrysochloris asiatica, Chrysochloris stuhlmani |
|  |                                                 |

|  | Huetia leurorhina                                                                                         |
|  | |
|  | \| \| Cryptochloris wintoni \| \| \| \| \| \| Chrysochloris asiatica, Chrysochloris stuhlmani \| \| \| \| |
|  | |
|  | Cryptochloris wintoni                                                                                     |
|  | |
|  | Chrysochloris asiatica, Chrysochloris stuhlmani                                                           |
|  | |

|  | Cryptochloris wintoni                           |
|  |                                                 |
|  | Chrysochloris asiatica, Chrysochloris stuhlmani |
|  |                                                 |

|  | \| \| Carpitalpa arendsi \| \| \| \| \| \| Neamblysomus gunningi, Neamblysomus julianae \| \| \| \|            |
|  | |
|  | Amblysomus coriae, Amblysomus hottentotus, Amblysomus septentrionalis, Amblysomus marleyi, Amblysomus robustus |
|  | |
|  | Carpitalpa arendsi                                                                                             |
|  | |
|  | Neamblysomus gunningi, Neamblysomus julianae                                                                   |
|  | |

|  | Carpitalpa arendsi                           |
|  |                                              |
|  | Neamblysomus gunningi, Neamblysomus julianae |
|  |                                              |

|  | Huetia leurorhina                                                                                         |
|  | |
|  | \| \| Cryptochloris wintoni \| \| \| \| \| \| Chrysochloris asiatica, Chrysochloris stuhlmani \| \| \| \| |
|  | |
|  | Cryptochloris wintoni                                                                                     |
|  | |
|  | Chrysochloris asiatica, Chrysochloris stuhlmani                                                           |
|  | |

|  | Cryptochloris wintoni                           |
|  |                                                 |
|  | Chrysochloris asiatica, Chrysochloris stuhlmani |
|  |                                                 |

|  | Huetia leurorhina                                                                                         |
|  | |
|  | \| \| Cryptochloris wintoni \| \| \| \| \| \| Chrysochloris asiatica, Chrysochloris stuhlmani \| \| \| \| |
|  | |
|  | Cryptochloris wintoni                                                                                     |
|  | |
|  | Chrysochloris asiatica, Chrysochloris stuhlmani                                                           |
|  | |

|  | Cryptochloris wintoni                           |
|  |                                                 |
|  | Chrysochloris asiatica, Chrysochloris stuhlmani |
|  |                                                 |

|  | Huetia leurorhina                                                                                         |
|  | |
|  | \| \| Cryptochloris wintoni \| \| \| \| \| \| Chrysochloris asiatica, Chrysochloris stuhlmani \| \| \| \| |
|  | |
|  | Cryptochloris wintoni                                                                                     |
|  | |
|  | Chrysochloris asiatica, Chrysochloris stuhlmani                                                           |
|  | |

|  | Cryptochloris wintoni                           |
|  |                                                 |
|  | Chrysochloris asiatica, Chrysochloris stuhlmani |
|  |                                                 |

|  | Huetia leurorhina                                                                                         |
|  | |
|  | \| \| Cryptochloris wintoni \| \| \| \| \| \| Chrysochloris asiatica, Chrysochloris stuhlmani \| \| \| \| |
|  | |
|  | Cryptochloris wintoni                                                                                     |
|  | |
|  | Chrysochloris asiatica, Chrysochloris stuhlmani                                                           |
|  | |

|  | Cryptochloris wintoni                           |
|  |                                                 |
|  | Chrysochloris asiatica, Chrysochloris stuhlmani |
|  |                                                 |

|  | Huetia leurorhina                                                                                         |
|  | |
|  | \| \| Cryptochloris wintoni \| \| \| \| \| \| Chrysochloris asiatica, Chrysochloris stuhlmani \| \| \| \| |
|  | |
|  | Cryptochloris wintoni                                                                                     |
|  | |
|  | Chrysochloris asiatica, Chrysochloris stuhlmani                                                           |
|  | |

|  | Cryptochloris wintoni                           |
|  |                                                 |
|  | Chrysochloris asiatica, Chrysochloris stuhlmani |
|  |                                                 |

|  | Huetia leurorhina                                                                                         |
|  | |
|  | \| \| Cryptochloris wintoni \| \| \| \| \| \| Chrysochloris asiatica, Chrysochloris stuhlmani \| \| \| \| |
|  | |
|  | Cryptochloris wintoni                                                                                     |
|  | |
|  | Chrysochloris asiatica, Chrysochloris stuhlmani                                                           |
|  | |

|  | Cryptochloris wintoni                           |
|  |                                                 |
|  | Chrysochloris asiatica, Chrysochloris stuhlmani |
|  |                                                 |

|  | Huetia leurorhina                                                                                         |
|  | |
|  | \| \| Cryptochloris wintoni \| \| \| \| \| \| Chrysochloris asiatica, Chrysochloris stuhlmani \| \| \| \| |
|  | |
|  | Cryptochloris wintoni                                                                                     |
|  | |
|  | Chrysochloris asiatica, Chrysochloris stuhlmani                                                           |
|  | |

|  | Cryptochloris wintoni                           |
|  |                                                 |
|  | Chrysochloris asiatica, Chrysochloris stuhlmani |
|  |                                                 |

|  | Huetia leurorhina                                                                                         |
|  | |
|  | \| \| Cryptochloris wintoni \| \| \| \| \| \| Chrysochloris asiatica, Chrysochloris stuhlmani \| \| \| \| |
|  | |
|  | Cryptochloris wintoni                                                                                     |
|  | |
|  | Chrysochloris asiatica, Chrysochloris stuhlmani                                                           |
|  | |

|  | Cryptochloris wintoni                           |
|  |                                                 |
|  | Chrysochloris asiatica, Chrysochloris stuhlmani |
|  |                                                 |

|  | \| \| Carpitalpa arendsi \| \| \| \| \| \| Neamblysomus gunningi, Neamblysomus julianae \| \| \| \|            |
|  | |
|  | Amblysomus coriae, Amblysomus hottentotus, Amblysomus septentrionalis, Amblysomus marleyi, Amblysomus robustus |
|  | |
|  | Carpitalpa arendsi                                                                                             |
|  | |
|  | Neamblysomus gunningi, Neamblysomus julianae                                                                   |
|  | |

|  | Carpitalpa arendsi                           |
|  |                                              |
|  | Neamblysomus gunningi, Neamblysomus julianae |
|  |                                              |

|  | Hemicentetes, Tenrec |
|  |                      |
|  | Echinops, Setifer    |
|  |                      |

|  | Orizorictes                   |
|  |                               |
|  | Geogale, Limnogale, Microgale |
|  |                               |

|  | Hemicentetes, Tenrec |
|  |                      |
|  | Echinops, Setifer    |
|  |                      |

|  | Orizorictes                   |
|  |                               |
|  | Geogale, Limnogale, Microgale |
|  |                               |

|  | Hemicentetes, Tenrec |
|  |                      |
|  | Echinops, Setifer    |
|  |                      |

|  | Orizorictes                   |
|  |                               |
|  | Geogale, Limnogale, Microgale |
|  |                               |

|  | Hemicentetes, Tenrec |
|  |                      |
|  | Echinops, Setifer    |
|  |                      |

|  | Orizorictes                   |
|  |                               |
|  | Geogale, Limnogale, Microgale |
|  |                               |

|  | Huetia leurorhina                                                                                         |
|  | |
|  | \| \| Cryptochloris wintoni \| \| \| \| \| \| Chrysochloris asiatica, Chrysochloris stuhlmani \| \| \| \| |
|  | |
|  | Cryptochloris wintoni                                                                                     |
|  | |
|  | Chrysochloris asiatica, Chrysochloris stuhlmani                                                           |
|  | |

|  | Cryptochloris wintoni                           |
|  |                                                 |
|  | Chrysochloris asiatica, Chrysochloris stuhlmani |
|  |                                                 |

|  | Huetia leurorhina                                                                                         |
|  | |
|  | \| \| Cryptochloris wintoni \| \| \| \| \| \| Chrysochloris asiatica, Chrysochloris stuhlmani \| \| \| \| |
|  | |
|  | Cryptochloris wintoni                                                                                     |
|  | |
|  | Chrysochloris asiatica, Chrysochloris stuhlmani                                                           |
|  | |

|  | Cryptochloris wintoni                           |
|  |                                                 |
|  | Chrysochloris asiatica, Chrysochloris stuhlmani |
|  |                                                 |

|  | Huetia leurorhina                                                                                         |
|  | |
|  | \| \| Cryptochloris wintoni \| \| \| \| \| \| Chrysochloris asiatica, Chrysochloris stuhlmani \| \| \| \| |
|  | |
|  | Cryptochloris wintoni                                                                                     |
|  | |
|  | Chrysochloris asiatica, Chrysochloris stuhlmani                                                           |
|  | |

|  | Cryptochloris wintoni                           |
|  |                                                 |
|  | Chrysochloris asiatica, Chrysochloris stuhlmani |
|  |                                                 |

|  | Huetia leurorhina                                                                                         |
|  | |
|  | \| \| Cryptochloris wintoni \| \| \| \| \| \| Chrysochloris asiatica, Chrysochloris stuhlmani \| \| \| \| |
|  | |
|  | Cryptochloris wintoni                                                                                     |
|  | |
|  | Chrysochloris asiatica, Chrysochloris stuhlmani                                                           |
|  | |

|  | Cryptochloris wintoni                           |
|  |                                                 |
|  | Chrysochloris asiatica, Chrysochloris stuhlmani |
|  |                                                 |

|  | Huetia leurorhina                                                                                         |
|  | |
|  | \| \| Cryptochloris wintoni \| \| \| \| \| \| Chrysochloris asiatica, Chrysochloris stuhlmani \| \| \| \| |
|  | |
|  | Cryptochloris wintoni                                                                                     |
|  | |
|  | Chrysochloris asiatica, Chrysochloris stuhlmani                                                           |
|  | |

|  | Cryptochloris wintoni                           |
|  |                                                 |
|  | Chrysochloris asiatica, Chrysochloris stuhlmani |
|  |                                                 |

|  | Huetia leurorhina                                                                                         |
|  | |
|  | \| \| Cryptochloris wintoni \| \| \| \| \| \| Chrysochloris asiatica, Chrysochloris stuhlmani \| \| \| \| |
|  | |
|  | Cryptochloris wintoni                                                                                     |
|  | |
|  | Chrysochloris asiatica, Chrysochloris stuhlmani                                                           |
|  | |

|  | Cryptochloris wintoni                           |
|  |                                                 |
|  | Chrysochloris asiatica, Chrysochloris stuhlmani |
|  |                                                 |

|  | Huetia leurorhina                                                                                         |
|  | |
|  | \| \| Cryptochloris wintoni \| \| \| \| \| \| Chrysochloris asiatica, Chrysochloris stuhlmani \| \| \| \| |
|  | |
|  | Cryptochloris wintoni                                                                                     |
|  | |
|  | Chrysochloris asiatica, Chrysochloris stuhlmani                                                           |
|  | |

|  | Cryptochloris wintoni                           |
|  |                                                 |
|  | Chrysochloris asiatica, Chrysochloris stuhlmani |
|  |                                                 |

|  | Huetia leurorhina                                                                                         |
|  | |
|  | \| \| Cryptochloris wintoni \| \| \| \| \| \| Chrysochloris asiatica, Chrysochloris stuhlmani \| \| \| \| |
|  | |
|  | Cryptochloris wintoni                                                                                     |
|  | |
|  | Chrysochloris asiatica, Chrysochloris stuhlmani                                                           |
|  | |

|  | Cryptochloris wintoni                           |
|  |                                                 |
|  | Chrysochloris asiatica, Chrysochloris stuhlmani |
|  |                                                 |

|  | \| \| Carpitalpa arendsi \| \| \| \| \| \| Neamblysomus gunningi, Neamblysomus julianae \| \| \| \|            |
|  | |
|  | Amblysomus coriae, Amblysomus hottentotus, Amblysomus septentrionalis, Amblysomus marleyi, Amblysomus robustus |
|  | |
|  | Carpitalpa arendsi                                                                                             |
|  | |
|  | Neamblysomus gunningi, Neamblysomus julianae                                                                   |
|  | |

|  | Carpitalpa arendsi                           |
|  |                                              |
|  | Neamblysomus gunningi, Neamblysomus julianae |
|  |                                              |

|  | Huetia leurorhina                                                                                         |
|  | |
|  | \| \| Cryptochloris wintoni \| \| \| \| \| \| Chrysochloris asiatica, Chrysochloris stuhlmani \| \| \| \| |
|  | |
|  | Cryptochloris wintoni                                                                                     |
|  | |
|  | Chrysochloris asiatica, Chrysochloris stuhlmani                                                           |
|  | |

|  | Cryptochloris wintoni                           |
|  |                                                 |
|  | Chrysochloris asiatica, Chrysochloris stuhlmani |
|  |                                                 |

|  | Huetia leurorhina                                                                                         |
|  | |
|  | \| \| Cryptochloris wintoni \| \| \| \| \| \| Chrysochloris asiatica, Chrysochloris stuhlmani \| \| \| \| |
|  | |
|  | Cryptochloris wintoni                                                                                     |
|  | |
|  | Chrysochloris asiatica, Chrysochloris stuhlmani                                                           |
|  | |

|  | Cryptochloris wintoni                           |
|  |                                                 |
|  | Chrysochloris asiatica, Chrysochloris stuhlmani |
|  |                                                 |

|  | Huetia leurorhina                                                                                         |
|  | |
|  | \| \| Cryptochloris wintoni \| \| \| \| \| \| Chrysochloris asiatica, Chrysochloris stuhlmani \| \| \| \| |
|  | |
|  | Cryptochloris wintoni                                                                                     |
|  | |
|  | Chrysochloris asiatica, Chrysochloris stuhlmani                                                           |
|  | |

|  | Cryptochloris wintoni                           |
|  |                                                 |
|  | Chrysochloris asiatica, Chrysochloris stuhlmani |
|  |                                                 |

|  | Huetia leurorhina                                                                                         |
|  | |
|  | \| \| Cryptochloris wintoni \| \| \| \| \| \| Chrysochloris asiatica, Chrysochloris stuhlmani \| \| \| \| |
|  | |
|  | Cryptochloris wintoni                                                                                     |
|  | |
|  | Chrysochloris asiatica, Chrysochloris stuhlmani                                                           |
|  | |

|  | Cryptochloris wintoni                           |
|  |                                                 |
|  | Chrysochloris asiatica, Chrysochloris stuhlmani |
|  |                                                 |

|  | Huetia leurorhina                                                                                         |
|  | |
|  | \| \| Cryptochloris wintoni \| \| \| \| \| \| Chrysochloris asiatica, Chrysochloris stuhlmani \| \| \| \| |
|  | |
|  | Cryptochloris wintoni                                                                                     |
|  | |
|  | Chrysochloris asiatica, Chrysochloris stuhlmani                                                           |
|  | |

|  | Cryptochloris wintoni                           |
|  |                                                 |
|  | Chrysochloris asiatica, Chrysochloris stuhlmani |
|  |                                                 |

|  | Huetia leurorhina                                                                                         |
|  | |
|  | \| \| Cryptochloris wintoni \| \| \| \| \| \| Chrysochloris asiatica, Chrysochloris stuhlmani \| \| \| \| |
|  | |
|  | Cryptochloris wintoni                                                                                     |
|  | |
|  | Chrysochloris asiatica, Chrysochloris stuhlmani                                                           |
|  | |

|  | Cryptochloris wintoni                           |
|  |                                                 |
|  | Chrysochloris asiatica, Chrysochloris stuhlmani |
|  |                                                 |

|  | Huetia leurorhina                                                                                         |
|  | |
|  | \| \| Cryptochloris wintoni \| \| \| \| \| \| Chrysochloris asiatica, Chrysochloris stuhlmani \| \| \| \| |
|  | |
|  | Cryptochloris wintoni                                                                                     |
|  | |
|  | Chrysochloris asiatica, Chrysochloris stuhlmani                                                           |
|  | |

|  | Cryptochloris wintoni                           |
|  |                                                 |
|  | Chrysochloris asiatica, Chrysochloris stuhlmani |
|  |                                                 |

|  | Huetia leurorhina                                                                                         |
|  | |
|  | \| \| Cryptochloris wintoni \| \| \| \| \| \| Chrysochloris asiatica, Chrysochloris stuhlmani \| \| \| \| |
|  | |
|  | Cryptochloris wintoni                                                                                     |
|  | |
|  | Chrysochloris asiatica, Chrysochloris stuhlmani                                                           |
|  | |

|  | Cryptochloris wintoni                           |
|  |                                                 |
|  | Chrysochloris asiatica, Chrysochloris stuhlmani |
|  |                                                 |

|  | \| \| Carpitalpa arendsi \| \| \| \| \| \| Neamblysomus gunningi, Neamblysomus julianae \| \| \| \|            |
|  | |
|  | Amblysomus coriae, Amblysomus hottentotus, Amblysomus septentrionalis, Amblysomus marleyi, Amblysomus robustus |
|  | |
|  | Carpitalpa arendsi                                                                                             |
|  | |
|  | Neamblysomus gunningi, Neamblysomus julianae                                                                   |
|  | |

|  | Carpitalpa arendsi                           |
|  |                                              |
|  | Neamblysomus gunningi, Neamblysomus julianae |
|  |                                              |

## Genetyka
Diploidalna liczba chromosomów wynosi najczęściej 2n = 30. Wyłamuje się z tego złotokrecinek żółty o 2n = 28 i rodzaje, w których 2n dochodzi do 36.

## Tryb życia

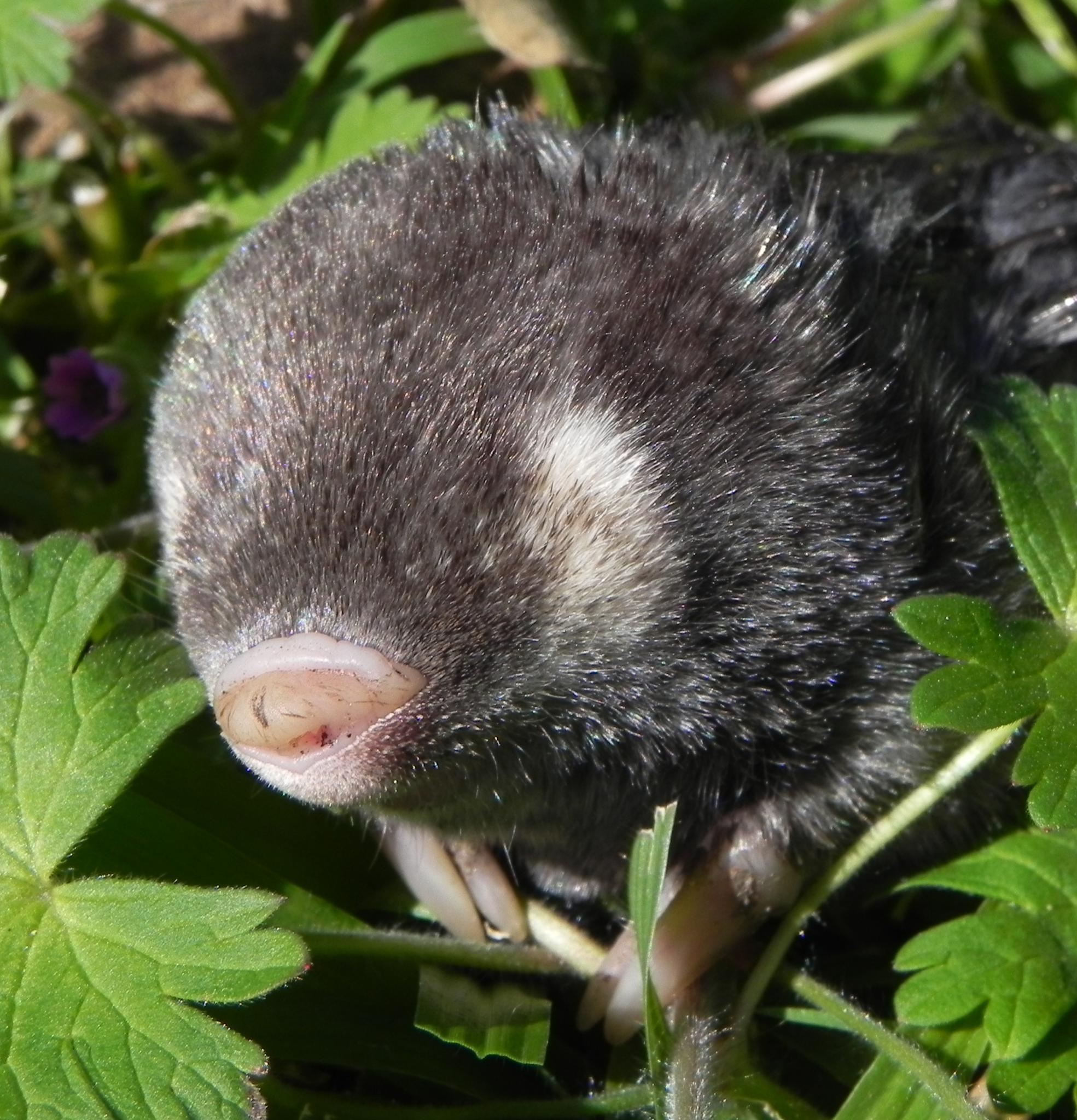
Złotokret zwyczajny

Złotokretowate prowadzą zwykle podziemny tryb życia. Ryją w ziemi dzięki silnej głowie i przednim kończynom. Tworzone przez nie tunele zazwyczaj mają dwie składowe. Znajdujące się płytko pod powierzchnią ziemi korytarze służą im zwykle do poszukiwania pokarmu. Natomiast zamieszkują w korytarzach głębszych, zakończonych komorami mieszkalnymi, w których odpoczywają. W nich także zapewne rodzą i wychowują młode. Zmierzona sieć korytarzy wykopana przez złotokrecika hotentockiego liczyła 240 m długości.
Życie pod ziemią stwarza specyficzne problemy. Rycie w ziemi jest bardziej wymagające energetycznie niż naziemne, jako że wykopanie tunelu wymaga 35 000 razy więcej energii niż przebycie tej samej odległości na powierzchni. Co więcej, pod ziemią ograniczony wydaje się dostęp do tlenu. Mniejsze są za to wahania temperatury.
Zazwyczaj złotokretowate aktywne są nocą. Wtedy też żerują. Niektóre złotokretowate wykazują też pewną aktywność za dnia. Złotokretowiec pustynny nocą wychodzi na powierzchnię, gdzie łatwiej mu się przemieszczać. Jeśli wykazuje jakąś aktywność za dnia, pozostaje pod ziemią. Tłustokrecik buszowy, gatunek nocny, może niekiedy zachowywać aktywność wczesnym rankiem czy późnym wieczorem. Złotokret zwyczajny i złotoślepiec olbrzymi aktywne są nocą, ale mogą niekiedy być aktywne i za dnia, zwłaszcza w czasie zimnej, chmurnej pogody. Odmiennie złotokrecik hotentocki może być aktywny i w dzień, i w nocy. Szczyt jego aktywności przypada na okresy około świtu, zachodu i północy. Jest on aktywny do dwóch godzin, po czym urządza sobie odpoczynek trwający od 3 do 5 godzin. Złotokrecik krzepki wykazuje natomiast największą aktywność popołudniem.
Aktywność złotokretowatych zależy także istotnie od temperatury. Wspominany złotokrecik hotentocki jest aktywny w przedziale temperatur otoczenia od 15 do 33 °C. Poza tym przedziałem jego aktywność spada. Złotokrecik krzepki zapada w torpor, kiedy temperatury są najwyższe. Złotokretowiec E. granti namibensis poniżej 26 °C staje się niemrawy. Piasek na głębokości decymetra, na której żyje, w porannych godzinach chłodniejszy, osiąga tę temperaturę popołudniem, wtedy też złotokretowiec staje się aktywny. Ma to związek z heterotermią złotokretowatych, wpadających w niekorzystnych warunkach w torpor bądź hibernację, niekiedy na kilka dni. Temperatura ich ciał potrafi wtedy obniżyć się nawet do 8,6 °C. Wiąże się z niewielką podstawową przemianą materii, u namibskiego podgatunku złotokretowca wynoszącą zaledwie piątą część tego, czego można by oczekiwać po ssaku jego rozmiarów. Z drugiej strony nie oznacza to, że zwierzęta te są zmiennocieplne. Poza rzeczonymi okresami utrzymują względnie stałą temperaturę ciała. Większą stałocieplność wykazuje złotokrecik hotentocki, podczas gdy złotokret zwyczajny prezentuje stan pośredni. Ogólnie złotokretowate narażone są na mniejsze zmiany temperatury otoczenia niż zwierzęta nadziemne.
Problem stanowić może dla nich dostęp do tlenu w podziemnym korytarzu. Radzą sobie, korzystając z tlenu przenikającego przez glebę oraz z tlenu uwięzionego w ich futrze, zawierającego i tak więcej powietrza niż pojemność złotokrecich płuc (z tego ostatniego źródła zwierzęta te korzystają zwłaszcza w czasie odpoczynku). Wykazano, że dostępność tlenu w podziemnym korytarzu nie jest istotnie mniejsza, a niski metabolizm złotokretowatych obniża zapotrzebowanie na tlen. Ponadto nawet płynący w sypkim piasku złotokretowiec wytwarza sobie nad głową niewielką przestrzeń wypełnioną powietrzem, poruszając głową w górę, a kończynami do dołu (buttressing).
Złotokretowate są samotnikami, raczej nie kontaktują się często z innymi osobnikami, aczkolwiek w jednym badaniu wykopano w jednej jamie kilka złotoślepców olbrzymich. Jako że było to w lipcu, zachodzi możliwość, że korzystały one z tej samej nory w zimie. W podziemnym środowisku, które zamieszkują, sens miałaby jedynie komunikacja węchem. Nie widzą one, a ich uszy słabo odbierają dźwięki przenoszone przez powietrze. Nie niepokojone zwierzęta te nie wydają z siebie żadnych głosów, jednak trzymane w niewoli złotokretowate wydawały dźwięki, jeśli wzięło się je do ręki. Niekiedy wtedy ćwierkały bądź wydawały z siebie gwałtowne, głośne dźwięki.
Trudno jest zmierzyć obszar zajmowany przez zwierzę żyjące pod ziemią. Wyliczenia przeprowadzone dzięki śladom wychodzącego nocą na powierzchnię podgatunku namibskiego złotokretowca dały wynik od 3,1 do 12,6 ha w przypadku samców i od 1,8 do 4,6 ha w przypadku samic ze średnią 4,6 ha. Nie są to odrębne terytoria, a raczej zachodzące na siebie areały. Charakter bronionego zawzięcie terytorium mają natomiast same podziemne korytarze, w których złotokretowate nie tolerują innych osobników.

## Cykl życiowy
Cykl życiowy złotokretowatych nie został dobrze poznany. Nie jest to zadanie łatwe w przypadku zwierzęcia spędzającego życie w podziemnych korytarzach.
Wiadomo, że złotokrecik hotentocki rozmnaża się bez względu na porę roku. U samca objętość jąder ani histologia ich przewodzików nie zmieniają się istotnie w zależności od miesiąca. U samic pęcherzyki jajnikowe znaleziono w 9 miesiącach, co wskazuje na zachodzenie owulacji przez większą część roku, może przez cały rok, niemniej preferowane są cieplejsze miesiące. Samice są poliestryczne.
Znalazłszy wybrankę, samiec zaleca się do niej. W tym celu porusza głową, wydaje z siebie świergot i tupie kończyną. Samica odpowiada mu piskiem i zgrzytem. Po kopulacji zachodzi w ciążę, której długość pozostaje nieznana. Na świat przychodzą 1–3 młode, najczęściej dwa. Samica karmi je mlekiem wydzielanym przez swe 4 sutki. Młode ssą przez 2–3 miesiące.
Długość życia jest nieznana.

## Rozmieszczenie geograficzne

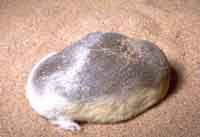
Złotokretowiec pustynny zamieszkuje pustynie na zachodzie RPA i Namibii

Tereny pustynne, półpustynne, leśne i górzyste w Afryce Południowej i Środkowej. 12 gatunków żyje w południowej Afryce, nie ograniczając się do terenów przybrzeżnych. Niektóre mają szeroki zasięg występowania. To złotokrecik hotentocki, złotokret przylądkowy i żółtokret górski. W południowej Afryce żyją też tłustokrecik buszowy, żółtokret nadbrzeżny, złotokrecinek żółty, złotokrecinek przylądkowy. 6 gatunków cechuje się ograniczonym zasięgiem występowania, spotyka się je wyłącznie na południowo-zachodnim krańcu Afryki. Najczęściej zamieszkują one suche piaski przybrzeżnych pustyń i wydm. Wymienia się tu skrytokreta piaskowego, skrytokreta wydmowego, złotokretowca pustynnego. Złotokret reliktowy żyje wśród suchych krzewów Nama Karoo. Wśród wilgotniejszych terenów żyje tam złotokrecik przylądkowy, różne siedliska zamieszkuje zaś złotokret zwyczajny. Poza południem Afryki spotkać można złotokrecika kongijskiego z Afryki Środkowej i złotokreta ruwenzorskiego z Afryki Wschodniej. Złotokrecinek płomykówkowy znaleziony został wśród gęstych krzewów somalijskiej sawanny

## Ekologia
Zdecydowana większość, bo 16 gatunków, zamieszkuje tereny podzwrotnikowe, 4 zaś zwrotnikowe. Jeden gatunek zasiedla obie te strefy. Czynnikiem ograniczającym zasięg występowania złotokretowatych nie jest jednak klimat, a odpowiednia gleba. Radzą sobie bowiem i w lasach, jak Huetia leurorhina, i na pustyniach, jak złotokretowiec zasiedlający jedne z najsuchszych terenów na Ziemi, jak pustynia Namib, czy oba gatunki skrytokreta. Niektóre zasiedlają bardziej wilgotne formacje fynbosu czy renosterveldu. Przykładem złotokrecik przylądkowy. Jeszcze inne zasiedlają formacje trawiaste i sawanny, nieraz gęsto zarośnięte, jak złotokrecinek płomykówkowy. W końcu niektóre zapuszczają się na ogrody i pola golfowe. Radzą sobie nań złotokrecik hotentocki, złotokrecinek żółty, tłustokrecik buszowy, żółtokret nadrzeżny. Wymagają jednak gleby, która umożliwi im kopanie. Nie poradzą sobie na skałach w górach, nie przebędą też większych rzek. Preferują więc gleby piaszczyste (zwłaszcza złotokretowiec czy inne mniejsze gatunki) bądź gliniaste, także pokryte ściółką liści. W twardszej glebie lepiej radzą sobie gatunki większe i silniejsze, jak złotokrecik krzepki. Zaobserwowano większą aktywność złotokretowatych po deszczu, kiedy gleba jest bardziej miękka i łatwiej w niej kopać.
Złotokretowate nie wykształciły efektownych sposobów obrony przez drapieżnikami. Chroni je głównie to, że żyją pod ziemią. I tak jednak podają łupem drapieżników. Zaliczają się do nich sowy. Zwłaszcza w wypluwkach Tyto alba znajdywano pozostałości złotokretowatych. Jeden z gatunków, złotokrecinek płomykówkowy, znany jest wyłącznie z wypluwek płomykówki, aczkolwiek w pozostałościach sów znajdywano też szczątki złotokreta zwyczajnego, skrytokreta piaskowego, złotokretowca pustynnego, złotokrecika hotentockiego, żółtokreta górskiego i nadbrzeżnego. Wśród innych drapieżników zagrażających złotokretowatym Taylor, Mynhardt i Maree wymieniają wśród ptaków bociany, wśród gadów węże, ze ssaków zaś mangusty, wydry, żenety, szakale, ale też psy i koty.
Złotokretowate zazwyczaj polują pod ziemią. Lubią poszukiwać zdobyczy szczególnie po deszczu, kiedy łatwiej im ryć w ziemi. Złotokrecik hotentocki potrafi jednego dnia przebyć w ziemi 12 m. Nie dotyczy to wszystkich ich przedstawicieli. Złotokretowiec nocą przebywa większe odległości na powierzchni, znajdując pustynne termity. Nie dałby rady przekopać się przez takie odległości. Nie słysząc jednak dźwięków w powietrzu, od czasu do czasu zanurza on głowę w ziemi, nasłuchując tam jej drżeń. W ten sposób lokalizuje kopce termitów. Zbliżywszy się do kopca, nurkuje w piasku. Złotoślepiec szorstkowłosy również nocami wychodzi na powierzchnię, a podczas deszczu może też tak uczynić za dnia. Żeruje na powierzchni, przemierzając drogę od jednego wejścia do podziemnej nory do drugiego. Pomiędzy nimi wydeptuje sobie korytarze. Tłustokrecik samotny i żółtokret nadbrzeżny niekiedy przeszukują w poszukiwaniu zdobyczy ściółkę.
Pokarmem złotokretowatych są w znakomitej większości bezkręgowce, wśród których królują skąposzczety takie jak dżdżownice. Inne bezkręgowce to owady, zwłaszcza larwy chrząszczy i muchówek, termity (zwłaszcza żywiący się głównie, bo w 95%, Psamnotermes allocerus złotokretowiec), świerszcze, z innych stawonogów pajęczaki, stonogi i krocionogi, z innych bezkręgowców mięczaki takie jak ślimaki. Skorupiaki, jeśli już, to pojawiają się w jadłospisie złotokreta zwyczajnego. Niektóre gatunki nie pogardzą kręgowcami, jak złotokretowiec potrafiący zjeść scynka, a może i gekona, czy też złotokrecinek żółty również nie gardzący niewielką jaszczurką. Wraz z pokarmem złotokretowatym zdarza się połknąć i materiał roślinny. Nie odnotowano dotąd sezonowych zmian diety złotokretowatych. W niewoli zwierzęta te nie były wybredne i konsumowały właściwie każdego owada, jakiego dostarczyli im badacze, z wyjątkiem pewnych o charakterystycznym zapachu. Tłustokrecika samotnego, złotokrecika krzepkiego i złotoślepca olbrzymiego udało się nakarmić zdechłą myszą, tego ostatniego również kurczęciem.

## Zagrożenia i ochrona

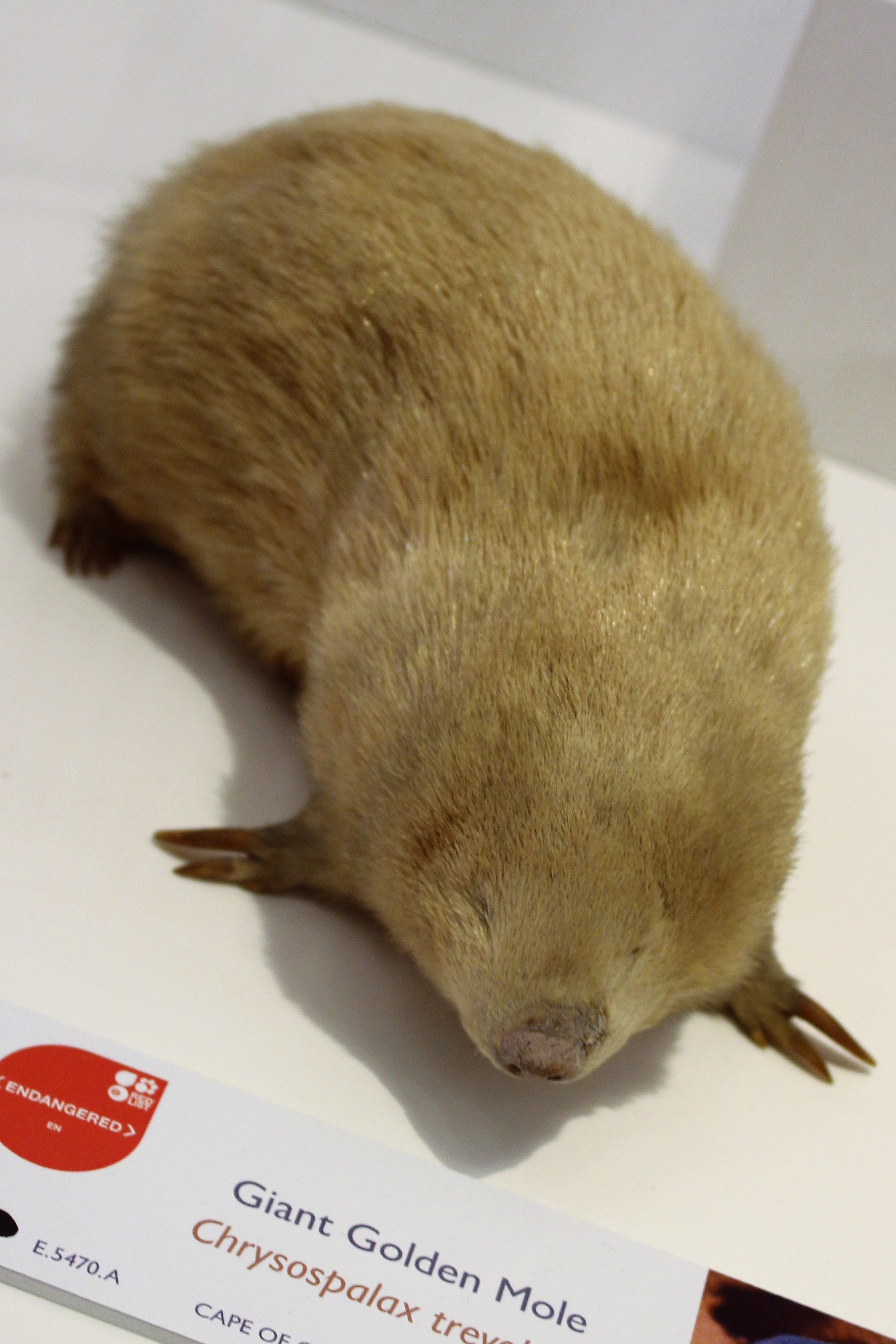
Złotoślepiec olbrzymi jest zagrożony wyginięciem. Eksponat z Cambridge University Museum of Zoology

Zdecydowana większość gatunków złotokretowatych jest zagrożona wyginięciem. Niektóre są co prawda niezagrożone wedle obecnej wiedzy, aczkolwiek mogą stanowić nie pojedyncze gatunki, a raczej kompleksy gatunków kryptycznych, z których każdy miałby mniejszy od kompleksu zasięg występowania. Takie nieznane jeszcze gatunki mogłyby być zagrożone wyginięciem w stopniu o wiele większym niż sam kompleks.
Do zagrożeń zalicza się polowanie przez psy i koty, utrata siedlisk.
IUCN klasyfikuje złotokretowate następująco:
- gatunki krytycznie zagrożone wyginięciem: skrytokret wydmowy,
- gatunki zagrożone wyginięciem: złotoślepiec olbrzymi, skrytokret piaskowy, złotokrecik stokowy, tłustokrecik samotny,
- gatunki narażone na wyginięcie: złotokretnik rodezyjski, żółtokret nadbrzeżny, złotoślepiec szorstkowłosy, złotokrecik krzepki, tłustokrecik busziwy,
- gatunki bliskie zagrożenia: złotokrecik przylądkowy, złotokrecik wyżynny,
- gatunki najmniejszej troski: żółtokret górski, złotokret zwyczajny, złotokret ruwenzorski, złotokretowiec pustynny, złotokrecik hotentocki, złotokrecinek żółty,
- zbyt mało danych: złotokret reliktowy, złotokrecinek kongijski, złotokrecinek płomykówkowy[4][3].

W listopadzie 2023 roku grupa genetyków i członków działających na rzecz ochrony przyrody w Pretorii odkryli wtórnie skrytokreta wydmowego. Ssak ten nie był widziany od 1937 roku, figurując w kategorii CR uznany został nawet za wymarłego (PE). Odszukanie tego zwierzęcia jest stosunkowo trudne, zważywszy na fakt, że kopie on swe tunele na sypkich wydmach, przez co te się zapadają. Przez lata sytuacji nie poprawiał fakt, że jest on podobny do złotokretowca pustynnego, który był nadal obecny na tych samych terenach.

## W kulturze
Złotokretowate nie odgrywają istotnej roli w kulturze. Nie są jadane przez człowieka. Niekiedy stają się obiektem polowań dla sportu.